# Achille Bizzoni
Achille Bizzoni (* 5. Mai 1841 in Pavia; † 21. September 1903 in Mailand) war ein italienischer Journalist, Übersetzer  und Schriftsteller.
Bizzoni begann an der Universität Pavia ein Jurastudium, das er jedoch 1859 unterbrach, um sich der sardischen Armee anzuschließen. 1861 nahm er als Leutnant an der Belagerung der Festung von Gaeta teil und erhielt eine Tapferkeitsmedaille. Als Adjutant von Benedetto Cairoli nahm er 1866 am Dritten Italienischen Unabhängigkeitskrieg im Trentino teil.
1867 gründete er in Mailand die Zeitschrift Gazzettino (später Gazzentino rosa), die sich auf aktuelle politische und soziale Themen konzentrierte. Im Oktober des Jahres schloss er sich den Freischaren um Giuseppe Garibaldi an und musste dann, per Haftbefehl gesucht, nach Lugano fliehen. Die Leitung des Gazzettino hatte in dieser Zeit Felice Cavallotti inne. Bizzoni publizierte im Gazzettino zunächst anonym, später unter dem Pseudonym Fortunio.
1874 übernahm er in Genua die Leitung der Zeitschrift Popolo, von 1880 bis 1883 leitete er La Provincia pavese und arbeitete daneben für Journale wie Capitan Fracassa  und Nuova Farfalla. Danach gründete er in Mailand die Literaturzeitschrift Commedia, die bis 1889 (ab 1888 in Rom) erschien. In den 1890er Jahren arbeitete er als Korrespondent des Secolo und anderer Mailänder Zeitungen in Afrika. Neben seiner journalistischen Tätigkeit verfasste Bizzoni auch Übersetzungen, politische Schriften, Erinnerungsbücher und Romane.

## Werke
- Onorevole, 1895
- Racconto di un amore, 1874
- Il Matrimonio, 188
- Impressioni di un volontario all'esercito dei Vosgi, 1874
- L'Eritrea nel passato e nel presente, 1897
- Storia della Rivoluzione francese (Übersetzung der Histoire de la Révolution française von Jules Michelet), 1898
- Garibaldi nella sua epopea, posth. 1907